# Romano Battaglia
Romano Battaglia (Pietrasanta, 31 luglio 1933 – Pietrasanta, 22 luglio 2012) è stato un giornalista, scrittore e poeta italiano.

## Biografia
Dopo un inizio in veste di attore, negli anni '60 divenne corrispondente per la Rai, anche conducendo rotocalchi televisivi e rubriche di approfondimento del TG1 come TV7, Cronache italiane, Tg l'una, A Nord a Sud e Bell'Italia.
Autore di diverse opere letterarie, romanzi, libri per ragazzi e raccolte di poesie, ha ricevuto diversi premi quali il premio Bancarella, il premio WWF Posidone, il Premio Cultura Histonium di Vasto (Ch), il premio Cypraea e il premio Levanto.
Al suo nome è legata la grande manifestazione culturale "La Versiliana" che si svolge nella pineta dove visse Gabriele D'Annunzio.
Negli ultimi anni di attività ha scritto per Il Giorno e per La Nazione.
È morto nel 2012 all'età di 78 anni, nove giorni prima del suo settantanovesimo compleanno, dopo una breve malattia.

## Opere
- Il ragazzo di sughero (Poesie)
- La città parla (1969, Documentario su Milano)
- Lettere al direttore (1971)
- Nuove lettere al direttore (1972)
- Lettere dal domani (1973)
- L'uomo che piangeva a rovescio (1973, Poesie)
- Come si fa (1974, 1ª edizione, Libro Umoristico)
- Il paese dei burattini (1975, Libro per ragazzi)
- Ultime lettere al direttore (1976)
- L'isola di Papagusa (1976, Libro per ragazzi)
- Mi hanno rapito gli extraterrestri (1977, Libro per ragazzi)
- Vivono fra noi (1977, Saggio)
- Il giardino dei pensieri bambini (1979, Libro per ragazzi)
- Non mi sono ucciso (1979)
- Artista chi sei (1980)
- Sulla riva del mare (1980, autobiografico)
- Il mistero di Dino Buzzati (1980)
- Il cielo splende ancora (1981, Raccolta di Lettere)
- La pioppeta (1983, Libro per ragazzi)
- Non l'ho detto in tv (1984)
- Tornare di sera (1985, Poesie)
- Disagiate per amore (1986)
- Il canto della natura (1986, Libro per ragazzi)
- Notte infinita (1989)
- Storia di Agostino e... (1990, Libro per ragazzi)
- Storia di Settembre (1991)
- Il fiume della vita (1992)
- Cielochiaro (1993)
- Il meglio di Lettere al direttore (1994)
- Una rosa dal mare (1994)
- La capanna incantata (1995)
- Alle porte della vita (1996)
- Ho incontrato la vita in un filo d'erba (1996, raccolta di pensieri)
- Con i tuoi occhi (1997)
- Il dio della foresta (1998)
- Serenata al mondo (1998)
- Il silenzio del cielo (1999)
- Cielo (2000)
- Sulla riva dei nostri pensieri (2000, raccolta di pensieri)
- Un cuore pulito (2001)
- La favola di un sogno (2002)
- Il mare in discesa (2003)
- La strada di Sin (2004)
- Silenzio (2005, con una dedica di Mario Luzi)
- Come è dolce sapere che esisti (2006)
- Come si fa (2006, 2ª edizione, Libro Umoristico)
- Sabbia (2007)
- Incanto (2008)
- Foglie (2009)
- Oltre l'amore (2010)
- L'uomo che vendeva il cielo (2011, raccolta di pensieri e poesie)
- Fra le braccia del vento (2012)